# 5 fortællinger om en far
5 fortællinger om en far er en dansk dokumentarfilm fra 2010 med instruktion og manuskript af Nadia El Said.

## Handling
I et frossent landskab fortæller et barn om en tuschmand, der har skæg og lidt hår på hovedet. En musiker lever et umusikalskt liv. En fængselsbetjent samler på modeltog og længes efter de store have. En sovjetisk kosmonaut sidder i sin rumkapsel i en evig orbit. Og en skytsengel danser i vinden under skyerne. I en række korte nedslag fortæller 5 piger og voksne kvinder historier om deres fædre. En tråd af fravær og nærvær, længsel og drømme binder de fem historier sammen. Fortællingerne udfolder sig i store tableauer, tegninger, animation og arkivmateriale.